# Вагнер да Сілва
Вагнер да Сілва (порт. Vagner da Silva, нар. 6 червня 1986, Араруна) — бразильський футболіст, воротар клубу «Карабах».

## Ігрова кар'єра
Народився 6 червня 1986 року в місті Араруна. Вихованець футбольної школи клубу «Атлетіку Паранаенсе», в якій навчався з 15 років, втім за першу команду так жодного матча і не провів, натомість виступав на правах оренди за «Ітуано», після чого з 2009 по 2011 рік грав у складі «Деспортіво Бразіл».
У січні 2010 року на правах оренди перейшов у португальський «Ешторіл Прая», який незабаром викупив контракт гравця. У сезоні 2011/12 став основним воротарем клубу і того ж року допоміг вивести команду до вищого дивізіону Португалії. Протягом трьох наступних сезонів був основним воротарем команди, зігравши за цей час 67 матчів у Прімейрі, а також дебютував у єврокубках, зігравши 13 матчів у Лізі Європи.
Влітку 2015 року перейшов у бельгійський «Мускрон-Перювельз». У першому сезоні був основним воротарем, втім у другому програв конкуренцію хорватському новачку Матею Делачу і у січні 2017 року на правах оренди був відданий в португальську «Боавішту», де і дограв сезон, після чого оренда була подовжена ще на рік.
6 липня 2018 року підписав контракт із азербайджанським «Карабахом». Станом на 22 вересня 2018 року відіграв за команду з Агдама 1 матч в національному чемпіонаті.

## Титули і досягнення
- Чемпіон Азербайджану (1):

«Карабах»: 2018-19